# Ніколаєв Валерій Валерійович
Ніколаєв Валерій Валерійович (нар. 23 серпня 1965 року, Москва, РРФСР) — російський актор театру і кіно.

## Життєпис
Народився 1965 році у Москві.
Закінчив Школу-студію МХАТу (1990 рік, майстерня О. Табакова).
Знявся в українських фільмах: «Ніагара» (1991 рік), «День народження Буржуя», «День народження Буржуя-2» (2000–2001 роки, (т/серіали, Буржуй), а також у США, Великій Британії, Франції.
24 лютого 2016 року у Москві своїм авто «Субару» наїхав на пішоходному переході на жінку, яка отримала численні переломи та струс мозку, а сам втік з місця ДТП. Після доби пошуків поліція знайшла його, але Ніколаєв знов намагався втекти, чим спричинив масштабну ДТП в центрі Москви (значно перевищив швидкість, протаранив кілька авто, патруль виклав на дорогу шиповану стрічку). Поліція розбила скло й витягнула його з авто. 27 лютого не дочекався вироку суду і полишив залу, але поліція знайшла його.

## Фільмографія
- 1991 — «Ніагара» — Петро Красновицький
- 1993 — Настя — Саша Пічугін
- 1997 — Поворот (Франція—США) — Аркадій
- 1999 — День народження Буржуя — Буржуй
- 2002 — Кіно про кіно — Віталій, режисер
- 2003 — Батьківщина чекає (серіал)
- 2004 — Термінал (The Terminal, США) — Мілодрагович
- 2006 — Відьма — Айван Бергхоф

… та інші фільми.